# Avenue Kasa-Vubu
Pour les articles homonymes, voir Kasa-Vubu.
L'avenue Kasa-Vubu est une voie de Kinshasa en république démocratique du Congo.

## Situation et accès
Longue d'une quinzaine de kilomètres, elle forme une boucle vers le sud, partant du boulevard du 30 Juin au niveau de la commune de Kinshasa, pour se diriger vers le sud en passant par la place de la Victoire, en longeant par l'est puis le sud la commune de Kasa-Vubu, pour se diriger vers l'ouest en longeant les communes de Ngiri-Ngiri et Bandalungwa, et se terminer à Kintambo, à proximité de la baie de Ngaliema.

## Origine du nom
L'avenue et la commune doivent leur nom à l'ancien président Joseph Kasa-Vubu (1917-1969).

## Historique
Historiquement, cette zone faisait partie de la commune de Dendale, créée autour de 1944, en pleine Seconde Guerre mondiale. À cette époque, les noms des rues reflétaient l’engagement des troupes congolaises aux côtés des Alliés c'est pourquoi on y trouve les noms comme avenue de l'Éthiopie, avenue de Khartoum, avenue Asossa, avenue Gambela... noms qui commémorent les villes conquises par les troupes congolaises et rappellent leur rôle dans la libération de l'Afrique de l'Est pendant la guerre,,